# Aterno-Pescara
L'Aterno-Pescara (Aternus in latino) è il fiume più lungo d'Abruzzo, nonché il maggiore per estensione di bacino (3190 km²) fra quelli che sfociano nell'Adriatico a sud del Reno.
Nasce come Aterno sui Monti dell'Alto Aterno, nei pressi di Montereale, sviluppandosi prevalentemente tra la provincia dell'Aquila e quella di Pescara e toccando in minima parte anche la provincia di Chieti; nei pressi di Popoli Terme si unisce al fiume Pescara e, dopo aver attraversato la Val Pescara, sfocia nel mare Adriatico nell'omonima città.

## Idronimo
I latini lo chiamavano Aternus. Da questo nome derivò quello di Aternum con cui si indicava, in epoca romana, la cittadina posta alla foce del fiume, l'odierna Pescara, porto dei Vestini usato anche da Peligni e Marrucini; successivamente la cittadina sarà denominata Ostia Aterni, con riferimento alla tipicità del luogo (ostia vuol dire appunto "foce"). Aternus dava inoltre il nome alla città sabina di Amiternum (da Amnem-Aternum, ovvero "presso l'Aterno"), fondata lungo il corso del fiume nella piana a ovest dell'odierna L'Aquila.
A partire dal medioevo la parte finale del fiume fu chiamata Piscarius per l'attività di pesca che vi si svolgeva, e come in passato il fiume diede nuovamente il nome all'insediamento alla sua foce, che divenne definitivamente noto come Piscaria. Il Diploma di Alife di Carlo I d'Angiò del 1273 stabilì la suddivisione dell'allora giustizierato d'Abruzzo in due parti, al di là (Abruzzo Ultra flumen Piscariae) e al di qua (Abruzzo Citra flumen Piscariae) del fiume. Tale suddivisione, mantenuta anche nel XIX secolo con l'istituzione delle province dell'Aquila e di Teramo a nord e di Chieti a sud, rimase in essere fino alla nascita della provincia di Pescara nel 1927.

## Descrizione
L'Aterno-Pescara scorre per 152 km attraversando l'Abruzzo appenninico da nord-ovest a sud-est e la Val Pescara in direzione nord-est, toccando alcuni dei principali centri della regione, tra cui i tre capoluoghi L'Aquila, Chieti e Pescara. La lunghezza effettiva del corso d'acqua dalla sorgente alla foce è di 145 km, ma nella lunghezza complessiva viene solitamente conteggiato anche il breve tratto del Pescara dalle sorgenti nell'omonima riserva presso Popoli Terme sino all'unione con l'Aterno.
Il fiume si può dividere in tre parti: l'Aterno, fino all'immissione del Sagittario, l'Aterno-Sagittario fino all'unione con il Pescara e Pescara nel tratto conclusivo.

### Aterno

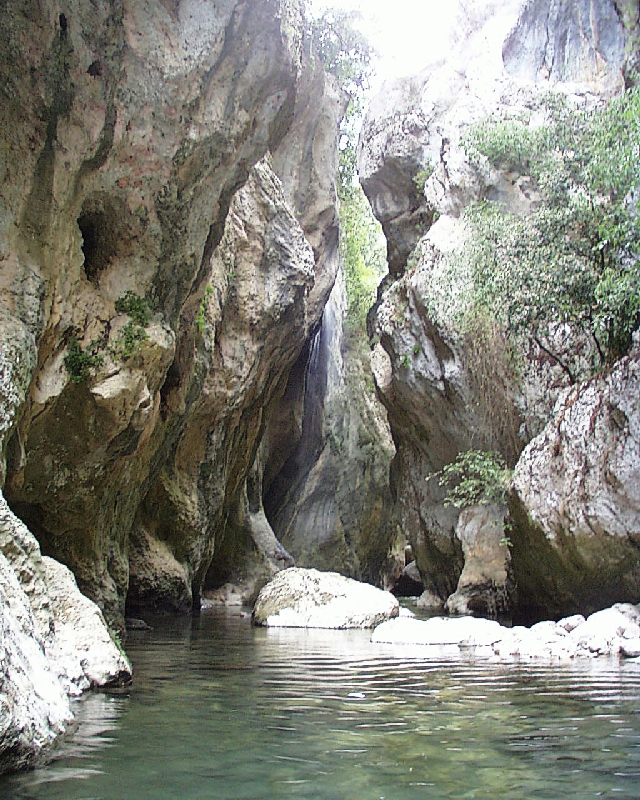
L'Aterno tra le gole di San Venanzio

L'Aterno sorge sulle pendici del monte Capo-Cancelli, nel massiccio dei Monti della Laga, ad un'altitudine di 1013 m s.l.m. e a nord-est dell'abitato di Aringo, piccola frazione di Montereale. Prende inizialmente il nome di torrente Mondragone che mantiene sino alla conca alluvionale di Montereale, spartiacque tra il bacino dell'Aterno e quello del Vomano.
Attraversa le cosiddette gole di Montereale scorrendo dapprima da nord-est verso sud-ovest quindi, dalla località Marana in poi, da nord-ovest verso sud-est, immettendosi così nella conca aquilana. Superata la piana amiternina, l'Aterno riceve i contributi del Vetoio e del Raio prima di lambire da sud L'Aquila. La città, pur non essendo direttamente attraversata dal fiume ne ha sempre beneficiato; dall'abbondanza di acque nell'area nacque il toponimo del borgo di Acquili da cui, a sua volta, derivò quello di Aquila (dal 1939, L'Aquila).
Il fiume prosegue il suo corso in direzione sud-est attraversando la piana di Bazzano, dove riceve le acque del Vera. Quindi si separa in due corsi distinti che si riuniscono nei pressi di Sant'Eusanio Forconese. Da Villa Sant'Angelo l'Aterno entra nella stretta valle del Medio Aterno, e quindi dellavalle Subequana, all'uscita della quale — nei pressi di Molina Aterno — viene rifornito dalle acque delle cosiddette sorgenti di Molina.
Tramite le gole di San Venanzio l'Aterno giunge a Raiano entrando di fatto nella conca Peligna. Qui il fiume ruota il suo corso dirigendosi verso nord-est e lambendo i centri di Vittorito e Corfinio.

### Aterno-Sagittario
A monte di Popoli Terme vi si immette il suo principale tributario, il Sagittario, che proviene dal Lago di Scanno con regime torrentizio e riceve a sua volta le acque del Gizio e del Vella. Per qualche chilometro il fiume muta denominazione in Aterno-Sagittario.

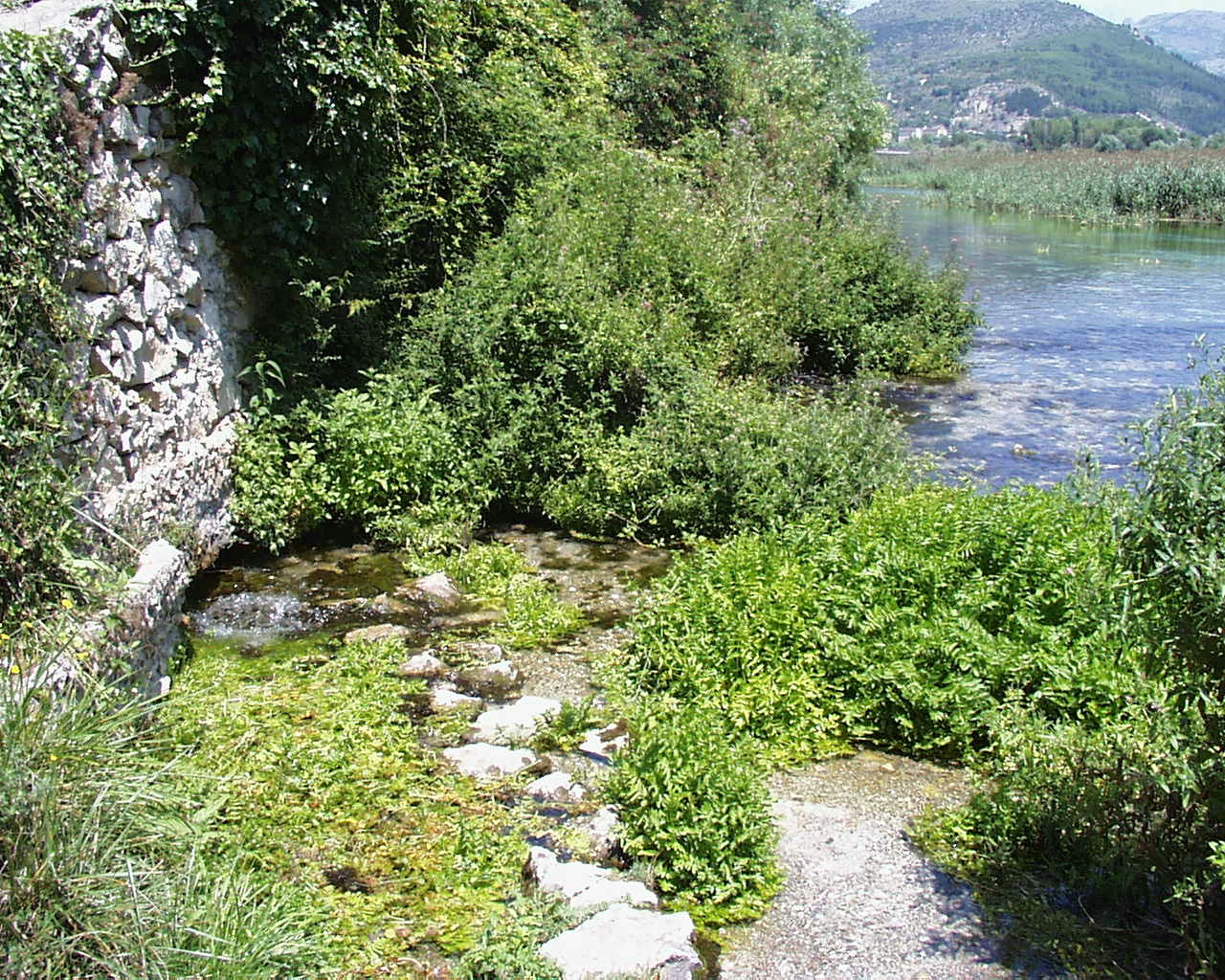
Sorgenti del fiume Pescara

### Pescara
Più avanti il corso dell'Aterno-Sagittario si unisce a quello, proveniente da sinistra, del Pescara, brevissimo fiume sorgivo assai ricco di acque, che gli reca un tributo minimo assoluto di magra di 7 m³/s. Da questo punto in poi il fiume viene chiamato Pescara. La denominazione riflette una diversa caratteristica del suolo che, essendo assai meno permeabile da questo punto sino alla foce rispetto a quello della valle dell'Aterno propriamente detta, mantiene in superficie la gran parte delle precipitazioni che lo investono.
Il Pescara propriamente detto ha origine da quattro caverne poste a valle di Popoli Terme che formano un laghetto detto Capo Pescara, dal 1986 area protetta con il nome di riserva naturale guidata Sorgenti del Fiume Pescara. La sua rete idrica è particolarmente elaborata ed è alimentata dalle acque provenienti direttamente dalle montagne del Gran Sasso d'Italia.
Il fiume entra nelle strette gole di Popoli notevolmente ingrossato, stretto dalle montagne del Gran Sasso a nord e dal massiccio del Morrone a sud; da questo punto in poi raccoglie altri affluenti di una certa importanza (in particolare il Tirino, ma anche l'Orta e il Lavino), incrementando ulteriormente il suo volume d'acqua.
Mantenendo la direzione nord-est, il Pescara attraversa quindi la piana alluvionale della Val Pescara, dove a causa dello sfruttamento idroelettrico delle sue acque la sua portata è notevolmente ridotta tra Manoppello Scalo e Chieti, dove gran parte delle acque vengono deviate in condutture sotterranee per poi essere restituite al fiume nel comune di San Giovanni Teatino. Superata la parte bassa di Chieti il fiume entra a Pescara, dividendola in due e sfociando infine nel mare Adriatico. Il fiume, che fino agli anni 1930 creava periodicamente danni alla città adriatica con frequenti inondazioni, venne canalizzato nel suo tratto cittadino durante la costruzione del porto di Pescara, infrastruttura che gettò le basi per la collaborazione e in seguito per la riunificazione delle due città poste a nord e a sud del fiume, Castellammare Adriatico e la vecchia Pescara, in un unico comune.

### Affluenti

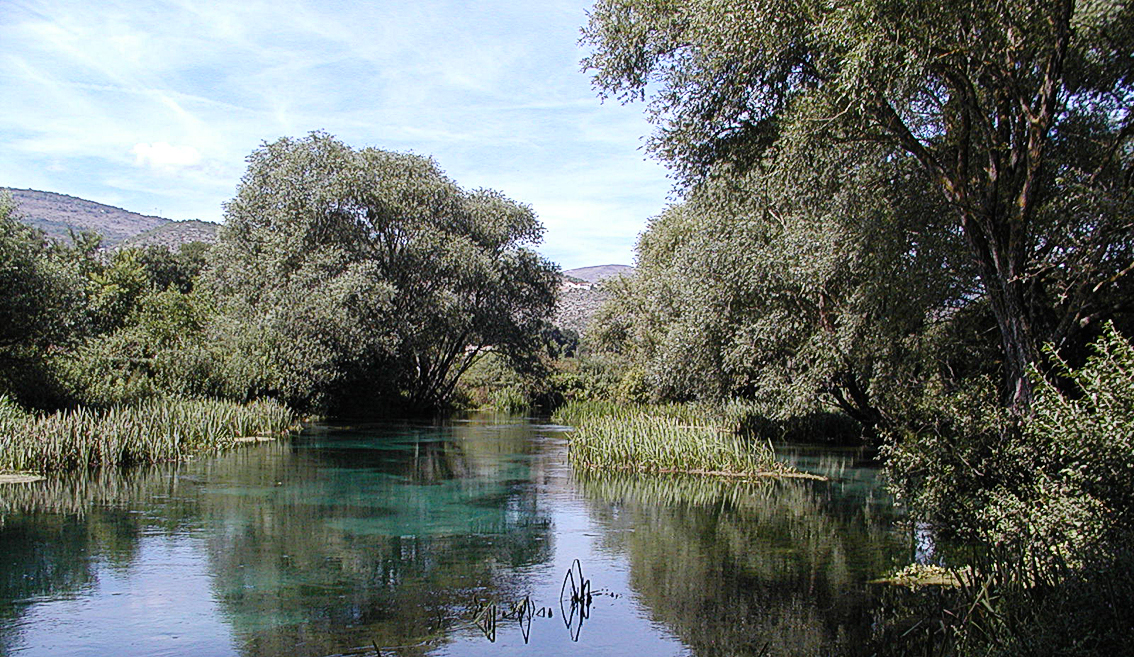
Il fiume Tirino

- Vetoio (da sinistra)
- Raio (da destra)
- Vera (da sinistra)
- Sagittario (da destra)
- Pescara (da destra)
- Tirino (da sinistra)
- Orta (da destra)
- Lavino (da destra)
- Cigno (da sinistra)
- Nora (da sinistra)

### Caratteristiche idrologiche

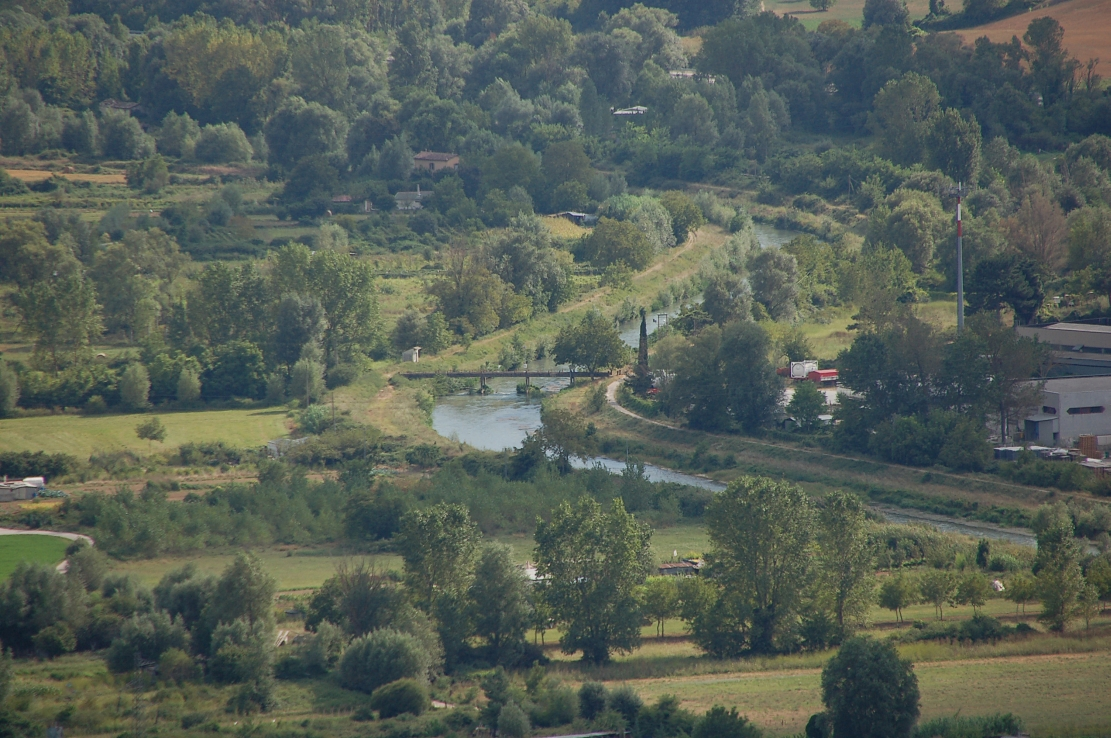
Il fiume a Popoli Terme

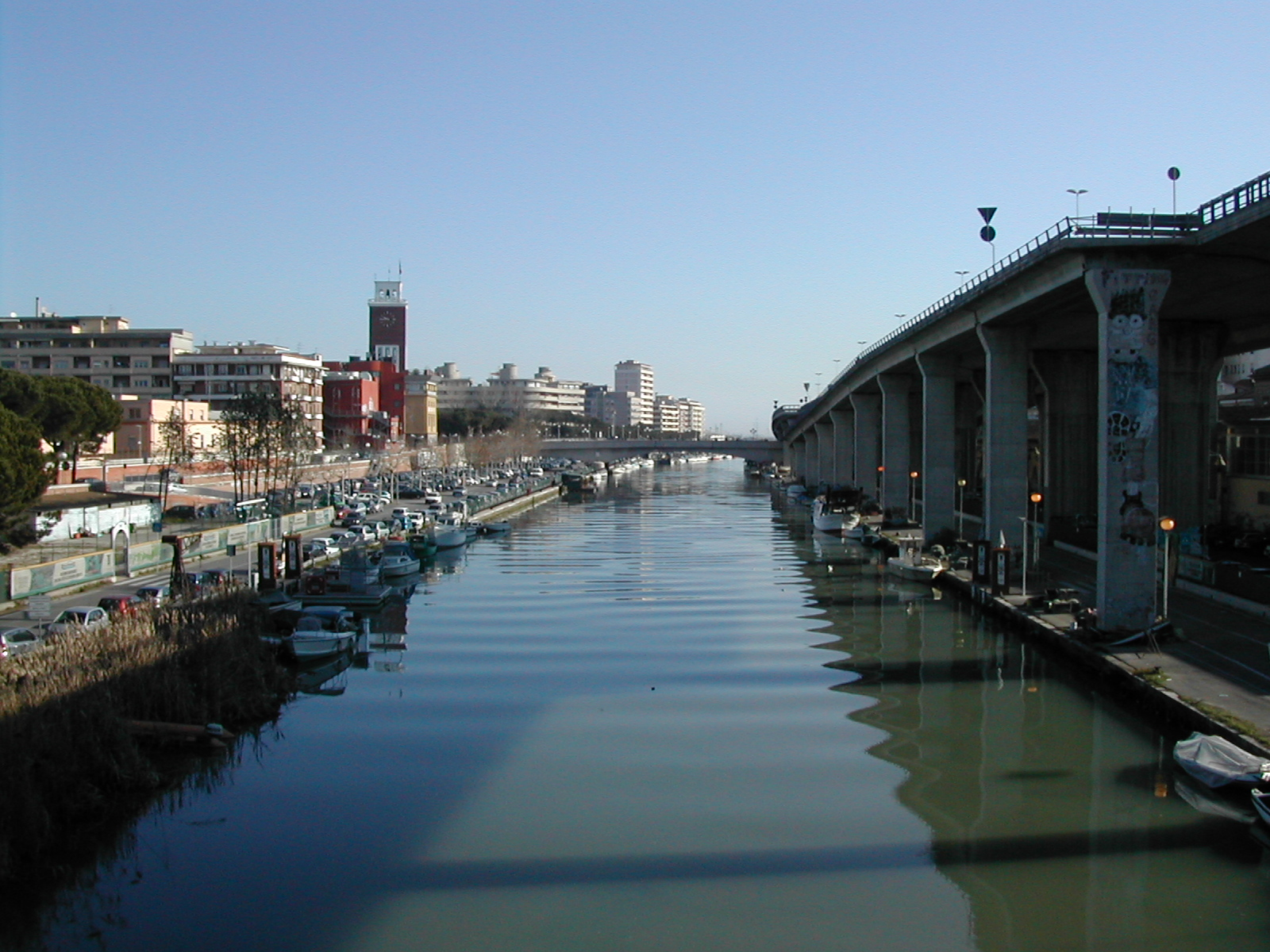
Il fiume a Pescara

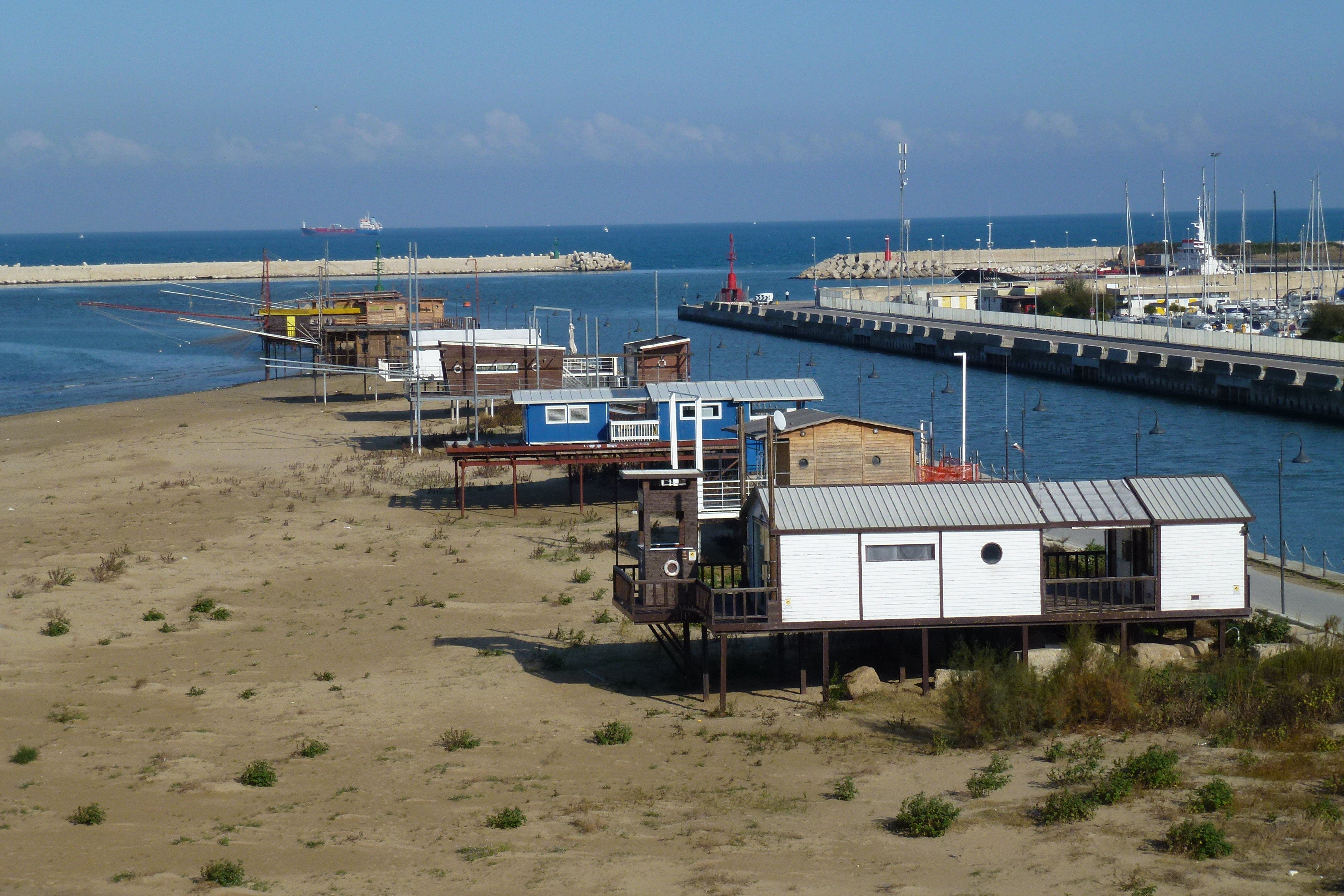
Trabocchi sulla foce del fiume

Il bacino idrografico dell'Aterno-Pescara occupa un'area di 3190 km² con una portata media alla foce di circa 57 m³/s.
Da evidenziare le differenze notevolissime tra il tratto alto di fiume chiamato Aterno e quello basso chiamato Pescara: il primo è molto più irregolare e povero d'acqua nel corso dell'anno, risentendo direttamente degli apporti precipitativi con un regime quasi torrentizio nell'alta e media valle di scorrimento fino a Molina Aterno dove il fiume è alimentato/incrementato da una vena d'acqua proveniente dal Monte Sirente (c. 15 m³/s di modulo medio dopo la confluenza del Sagittario), rispetto al secondo che può invece beneficiare di costanti apporti sorgivi, come quello della sorgente di Capo Pescara presso Popoli Terme o quello del fiume Tirino, arrivando così a sfiorare valori di portata media annua di quasi 60 m³/s.
Un aspetto tipico di questo corso d'acqua, comune ad altri corsi d'acqua analoghi da un punto di vista geologico, è di essere caratterizzato da notevoli interscambi idrici con l'acquifero, tali da far diminuire e riaumentare a tratti la portata: il carsismo è soltanto una delle modalità con cui avvengono questi interscambi.
Il tratto basso inoltre è ricco di acque anche in estate, con una portata minima di 18 m³/s, superiore a quella media del tratto alto e a quella estiva del Reno, diventando nella stagione estiva il massimo tributario dell'Adriatico a sud del Po.
Le portate massime invece possono sfiorare i 3000 m³/s, tanto che durante le piene stagionali la città di Pescara corre seri rischi di inondazione nelle zone circostanti il porto situato sull'estuario. Nel tratto finale del suo corso, specialmente presso Bussi sul Tirino, vi sono numerosi impianti idroelettrici.

### Fauna
Tra le specie ittiche viventi in questo fiume che necessitano di tutela vi è l'alborella appenninica.

### Principali località attraversate
- Montereale
- Pizzoli
- L'Aquila
- San Demetrio ne' Vestini
- Fontecchio
- Molina Aterno
- Raiano
- Vittorito
- Popoli Terme
- Bussi sul Tirino
- Tocco da Casauria
- Torre de' Passeri
- Scafa
- Alanno
- Manoppello
- Rosciano
- Chieti
- Cepagatti
- San Giovanni Teatino
- Spoltore
- Pescara

## Galleria d'immagini

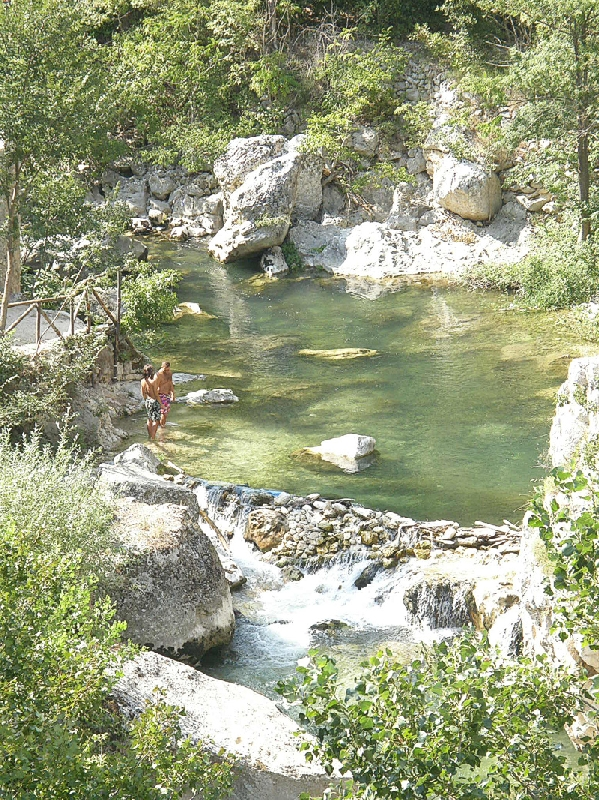
L'Aterno nelle Gole di San Venanzio
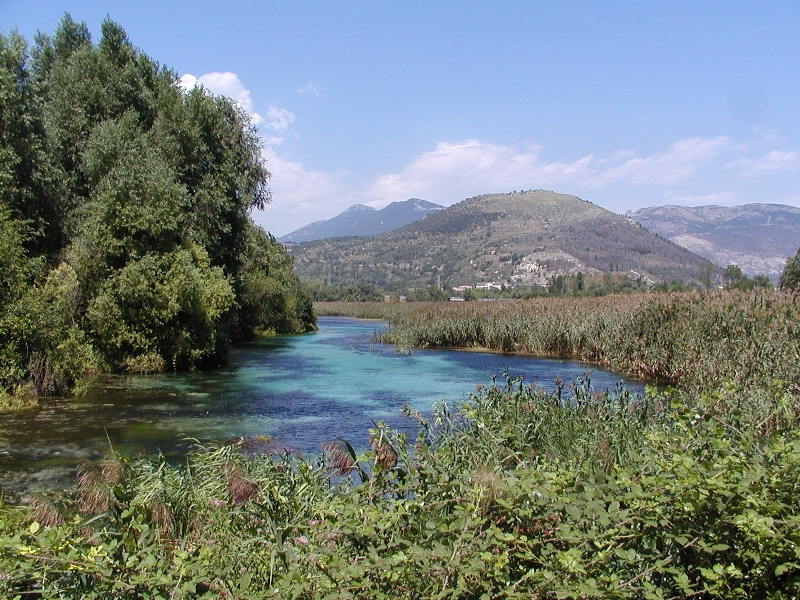
Capo Pescara
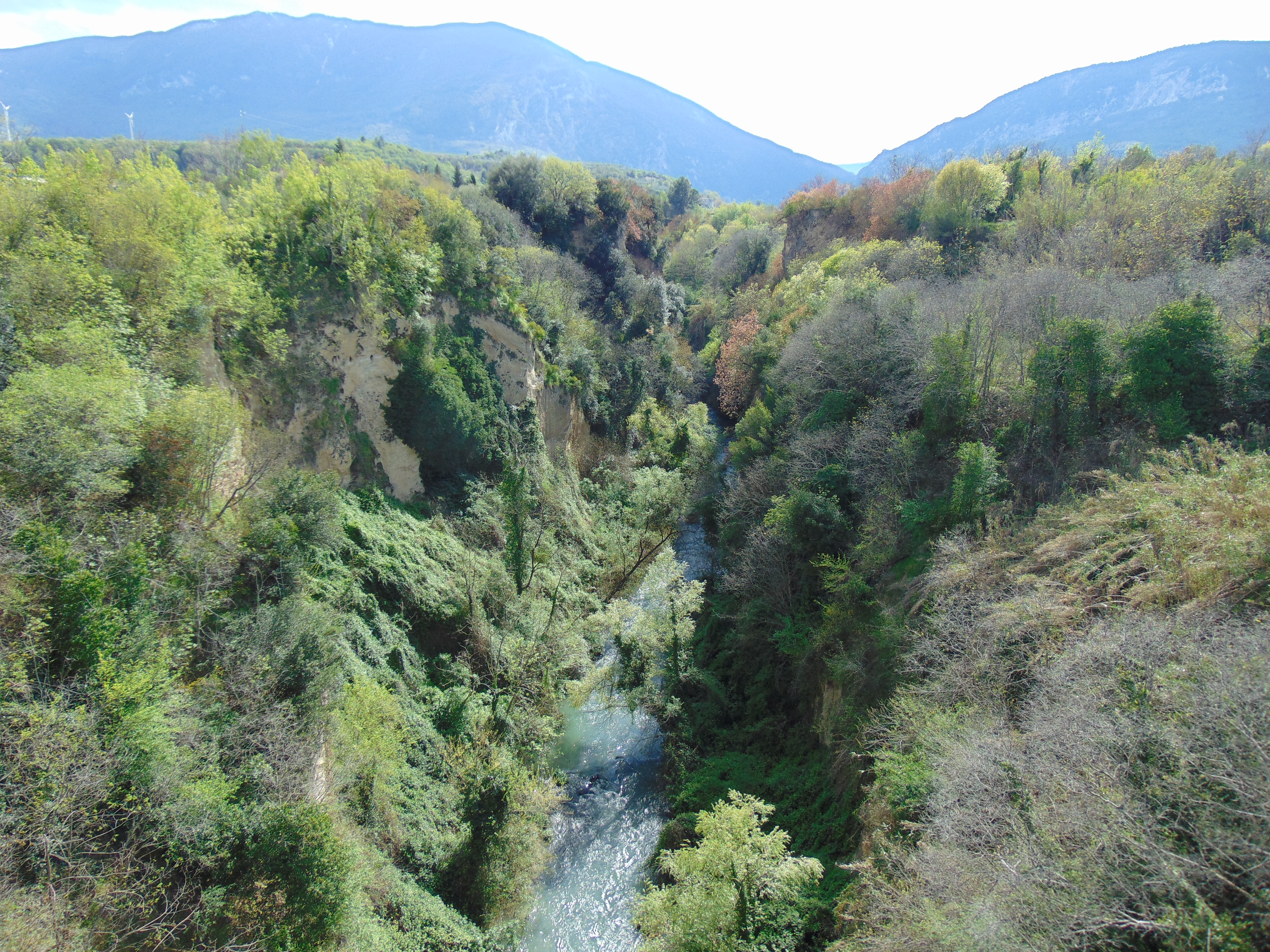
Il fiume tra il territorio di Tocco da Casauria e Castiglione a Casauria
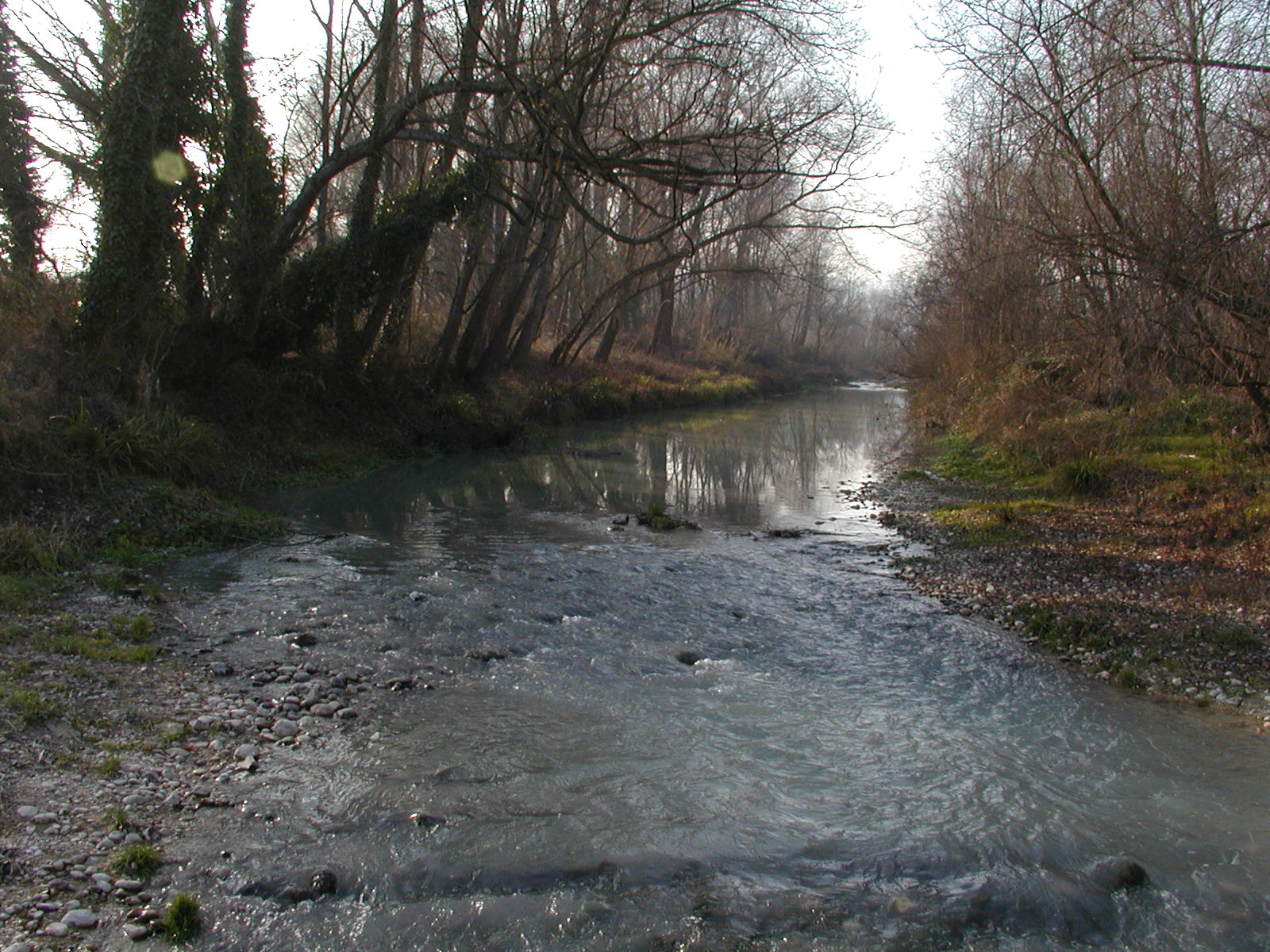
Il fiume a Chieti
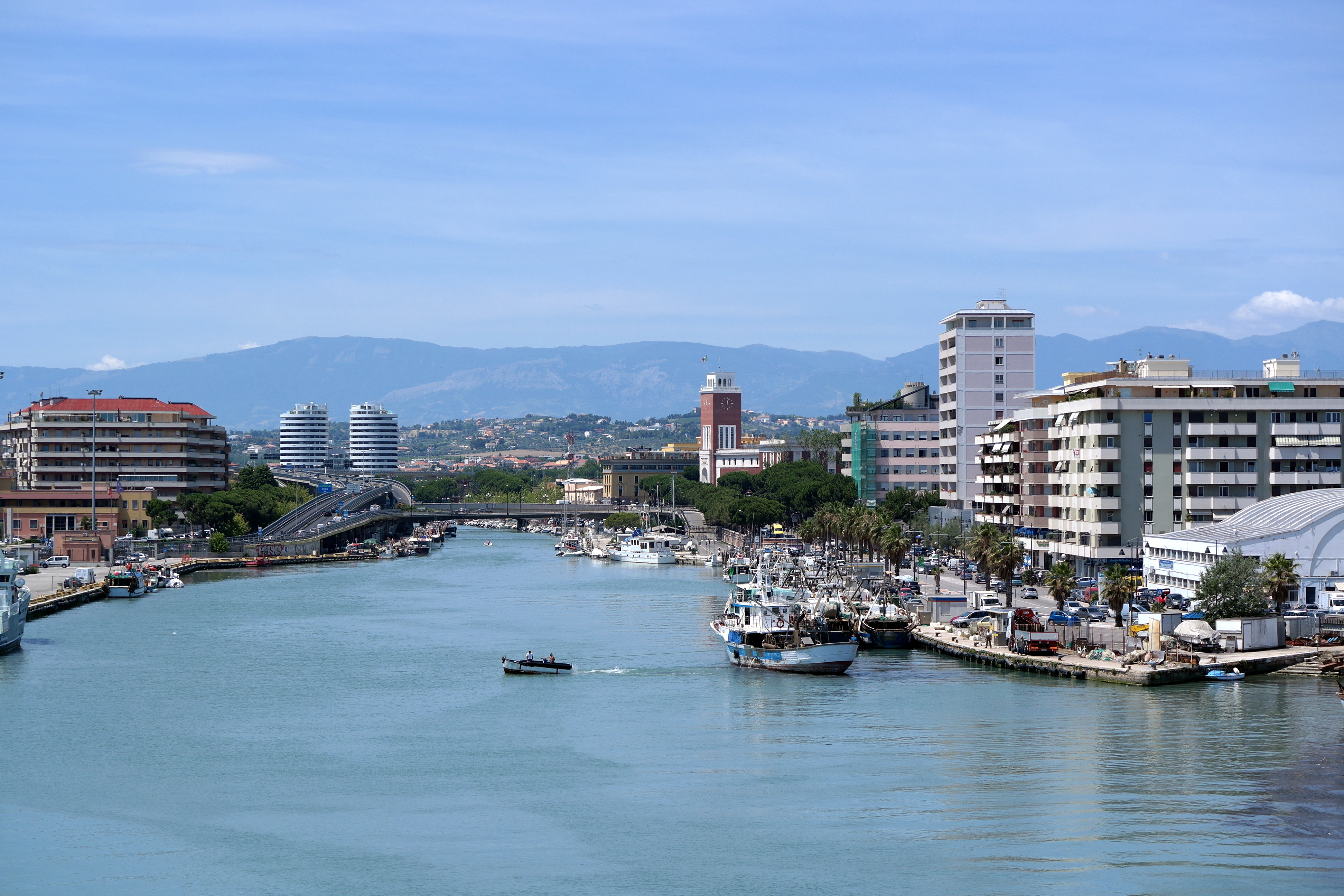
Il fiume a Pescara
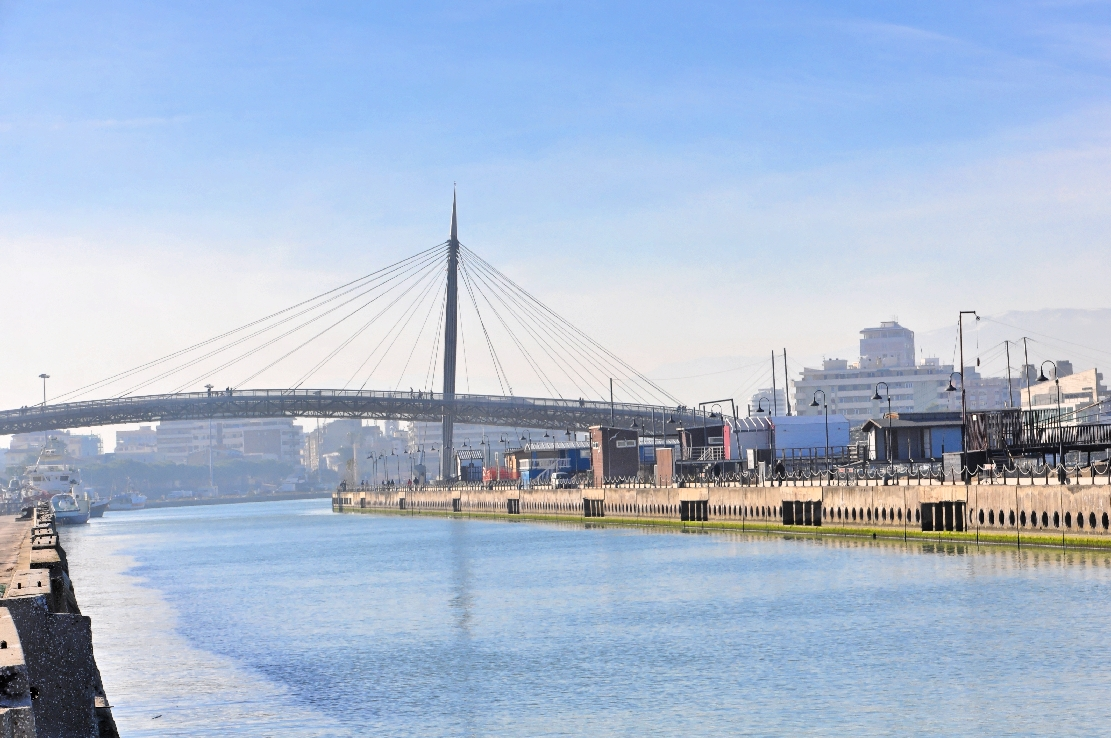
La foce del fiume
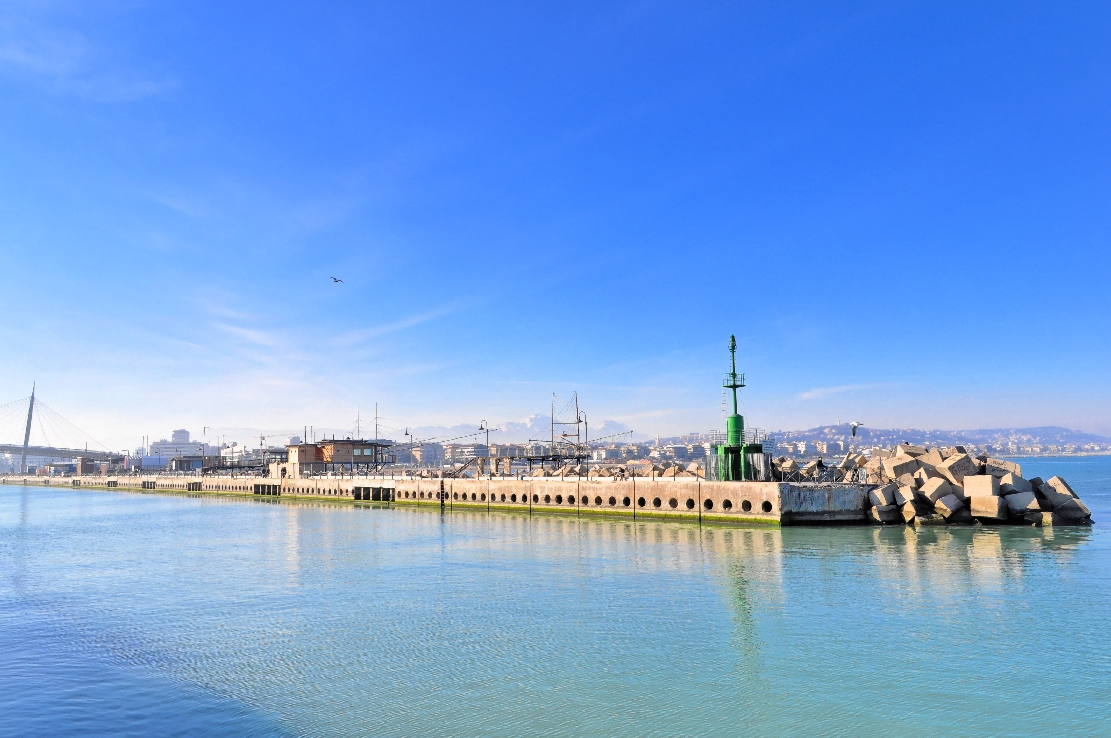
Molo nord del porto di Pescara